# Horst Kaminsky
Horst Kaminsky (* 20. März 1927 in Markranstädt; † 25. Juli 2019) war ein deutscher Politiker (SED) und Präsident der Staatsbank der DDR.

## Leben
Kaminsky absolvierte nach der Schule eine Ausbildung zum Industriekaufmann. Am 3. Februar 1944 beantragte er die Aufnahme in die NSDAP und wurde zum 20. April desselben Jahres aufgenommen (Mitgliedsnummer 9.994.500). Er musste zum Ende des Zweiten Weltkrieges noch Kriegsdienst in der Wehrmacht leisten.
1946 trat er in die SED ein und arbeitete als Werkleiter und Hauptbuchhalter des VEB Askania in Teltow bei Berlin, dann als Hauptabteilungsleiter im Ministerium für Allgemeinen Maschinenbau, als Mitarbeiter der Staatlichen Plankommission und des Volkswirtschaftsrates. Später studierte er Wirtschafts- und Rechtswissenschaft an der Humboldt-Universität zu Berlin.
Zwischen 1964 und 1974 fungierte Kaminsky als 1. Stellvertretender Minister und Staatssekretär im Ministerium der Finanzen der DDR  und war daneben als Vorsitzender des Redaktionskollegiums der Zeitschrift „Sozialistische Finanzwirtschaft“ tätig. Nach dem Rücktritt der bisherigen Präsidentin der Staatsbank der DDR, Margarete Wittkowski, erhielt Kaminsky vom Ministerrat Ende April 1974 die Ernennung zum Präsidenten der Staatsbank der DDR. Mit dieser Ernennung verbunden war die Mitgliedschaft im Ministerrat der DDR. Am 30. September 1974 wurde er als Minister vereidigt. Außerdem leitete Kaminsky die DDR-Delegation in den Bankräten der Internationalen Bank für wirtschaftliche Zusammenarbeit und der Internationalen Investitionsbank. 
Im Mai 1988 empfing Kaminsky den damaligen westdeutschen Bundesbankpräsidenten Karl Otto Pöhl. Am 28. Februar 1990 stellten Kaminsky und der Finanzminister Walter Siegert vor der Volkskammer das Modell eines zweistufigen Bankensystems vor, in das die Staatsbank der DDR umgestaltet werden sollte. Demzufolge sollte das Unterstellungsverhältnis der Staatsbank unter den Ministerrat aufgehoben und die Staatsbank zu einer Zentralbank umgestaltet werden, deren zentrale Aufgabe die Überwachung der Währungsstabilität sein sollte. Zudem war eine Senkung der steuerlichen Belastung für Handwerker und Gewerbetreibende auf 60 % und der Körperschaftssteuer auf 50 % geplant. Davon wurden positive Synergieeffekte für die Marktwirtschaft erwartet. Dieses Modell wurde nicht mehr umgesetzt. Die Einführung der DM am 1. Juli 1990 bedeutete eine Währungsaufwertung und brachte somit den Zusammenbruch des größten Teils der Wirtschaft der DDR. Mit der Wiedervereinigung verlor Kaminsky zum 3. Oktober 1990 seinen Posten.
Kaminsky starb am 25. Juli 2019 im Alter von 92 Jahren.

## Auszeichnungen
- 1969 Orden Banner der Arbeit
- 1977 Vaterländischer Verdienstorden in Gold
- 1987 Ehrenspange zum Vaterländischen Verdienstorden in Gold